# Mancomunidad Zona de Sahagún
La Mancomunidad Zona de Sahagún es una agrupación voluntaria de municipios para la gestión en común de determinados servicios de competencia municipal, creada por varios municipios en la provincia de León, de la comunidad autónoma de Castilla y León, España.

## Municipios integrados
La Mancomunidad Zona de Sahagún está formada por los siguientes municipios:
- Almanza
- Bercianos del Real Camino
- El Burgo Ranero
- Calzada del Coto
- Castrotierra de Valmadrigal
- Cea
- Gordaliza del Pino
- Grajal de Campos
- Joarilla de las Matas
- Santa María del Monte de Cea
- Vallecillo
- Villamartín de Don Sancho
- Villamol
- Villaselán
- Villazanzo de Valderaduey

## Sede
Sus órganos de Gobierno y Administración tendrán su sede en la localidad donde se ubique el Ayuntamiento al que represente, en cada caso, la persona que ejerza la Presidencia de la Mancomunidad.

## Fines
- La prestación del servicio de recogida de basura y tratamiento de residuos sólidos.[1]

## Estructura orgánica
El gobierno, administración y representación de la Mancomunidad corresponden a los siguientes órganos:
- Presidente y Vicepresidente.
- Consejo de la Mancomunidad.
- Comisión de Gobierno.